# Piyamaradu
Piyamaradu, Pijamaradu o Piyama-Radu fue un militar de Anatolia Occidental, durante la primera mitad del siglo XIII a. C., en tiempos de los reyes hititas Muwatalli II, Urhi-Tesub y Hattusili III. 
Piyamaradu fue un noble hitita, que, repudiado por la corte, huyó al reino de Ahhiyawa, donde estableció relaciones familiares con el vasallo de Ahhiwaya, Milawata. Desde Milawata intentó hacerse con el control de Wilusa.
Alarmados por sus éxitos, algunos vasallos hititas de la zona intentaron expulsarle, pero Piyamaradu atacó a uno de ellos la isla de Lesbos (Lazpa en hitita) y se llevó artesanos de la isla a Milawata. Ante esta expansión del poder de sus enemigos, el rey hitita (que pudo ser Muwatalli II o Mursili II) envió un ejército que logró expulsarle de Wilusa pero no capturar al propio Piyamaradu, que huyó a Ahhiyawa.
Más tarde, Piyamaradu continuó fomentando la rebelión contra los hititas, y tuvo una nueva oportunidad durante el reinado de Hattusili III, posiblemente en alianza con el gobernante de Milawata, cuando atacó Licia con un ejército y una flota. Hattusili reaccionó enviando un nuevo ejército, que persiguió a Piyamaradu, forzándole a huir a Milawata, y cuando los hititas entraron en este reino, a Ahhiyawa. El rey hitita envió una carta al rey de Ahhiyawa pidiendo la extradición de Piyamaradu. Tras esta segunda huida, Piyamaradu desaparece de los registros históricos.
Se ha sugerido, sin que exista prueba documental firme, que Piyamaradu pudo servir de inspiración para Príamo, ya que Wilusa se suele identificar con Troya.